# Кожибе (Млавський повіт)
Кожибе (пол. Korzybie) — село в Польщі, у гміні Шидлово Млавського повіту Мазовецького воєводства.
Населення — 33 особи (2011).
У 1975-1998 роках село належало до Цехановського воєводства.

## Демографія
Демографічна структура станом на 31 березня 2011 року:
|          | Загалом | Допрацездатний вік | Працездатний вік | Постпрацездатний вік |
| -------- | ------- | ------------------ | ---------------- | -------------------- |
| Чоловіки | 17      | 1                  | 11               | 5                    |
| Жінки    | 16      | 1                  | 8                | 7                    |
| Разом    | 33      | 2                  | 19               | 12                   |